# Joan Aiken
Joan Delano Aiken (n. 4 septembrie 1924, Rye, East Sussex, Anglia, Regatul Unit – d. 4 ianuarie 2004, The Hermitage⁠(d), Anglia, Regatul Unit) a fost o scriitoare engleză.
S-a născut în Rye, East Sussex, într-o familie de scriitori.
Tatăl său, Conrad Aiken, a câștigat Premiul Pulitzer pentru poezie, iar sora sa, Jane Aiken Hodge, a fost de asemenea scriitoare.

## Scurtă biografie
Înainte de a deveni o scriitoare profesionistă, Aiken a lucrat pentru BBC și UNIC, în cadrul programelor pentru copii. Pentru cărțile sale, a primit Guardian Award (în 1969) și premiul Edgar Allan Poe (în 1972).
Multe din cărțile sale, incuzând Cronicile Lupului, au fost setate într-o manieră elaborată a istoriei Marei Britanii, în care James al II-lea nu ar fi fost niciodată exilat, în timpul Glorioasei Revoluții, dar susținătorii Casei din Hanovra luptă împotriva monarhiei. Aceste cărți jonglează și cu geografia Londrei, adăugând un alt fel de relief, unul mai elaborat.
Seriile sale de cărți pentru copii, despre Arabel și Mortimer, sunt ilustrate de Quentin Blake. Altele au fost ilustrate de Jan Pieńkowski.
A scris de asemenea și romane pentru publicul matur. Aiken a fost preocupată de poveștile cu fantome. Autorii săi preferați erau M.R. James, Fitz James O’Brien și Nugent Baker. Aceasta din urmă a scris romanul supranatural The Hounting of Lamb House, la Lamb House în Rye. Această poveste cu fantome a fost transformată în ficțiune pe baza unor experiențe trăite de doi foști locuitori ai casei, Henry James și E.F.Benson, aceștia fiind la rândul lor scriitori de povești supranaturale.
Tatăl doamnei Aiken, Conrad Aiken, a scris și el câteva povestiri cu și despre fantome.